# 大宮八幡宮 (杉並区)
大宮八幡宮（おおみや はちまんぐう）は、日本の南関東、東京都杉並区大宮に所在する神社である。

## 概要
源頼義により建立された。武蔵国の三大宮の一つで「多摩の大宮」とも呼ばれ、現在の境内は約1万4000坪と都内でも3番目の広さを持つ。子育て・安産に特に御利益があるとされ、遠方からも多数の参拝客が訪れる。多摩地域を含む東京のほぼ中央に位置するため「東京のへそ」という異名も持つ。
善福寺川に接する和田堀公園のすぐ南側にあり、かつて湧出していた御神水は「多摩乃大宮水」と称される。現在は自然には湧出していないため、ポンプで汲み上げている。

## 祭神
- 品陀和気命（ほむだわけのみこと）- 応神天皇
- 帯中津日子命（たらしなかつひこのみこと） - 仲哀天皇
- 息長帯比売命（おきながたらしひめのみこと） - 神功皇后

品陀和気命は八幡神とされ、また上記3神は合わせて八幡三神とされる。

## 歴史
大宮八幡宮が現在ある一帯は大宮遺跡とされ、東京都内で初めて方形周溝墓が発掘された地としても知られる。ここから、この神社の鎮座以前からこの一帯が聖なる地とされてきたと推測される。
前九年の役のとき、この乱を鎮めよとの勅命を受けた鎮守府将軍源頼義は、乱が起きている奥州に向かう途中、武蔵国にて空に八条の白雲が棚引いているのを見たとされる。これを源氏の白旗が翻ったかのように見た頼義は「これは八幡大神の御守護のしるしである」と喜びこれを吉兆とし、乱を鎮めた暁には必ずこの地に神社を構えることを誓って、武運を祈り出陣したという。頼義は、乱を平定した後の康平6年（1063年）に、八条の白雲を見た地に石清水八幡宮の分霊を祀り、神社を創建したとされる。
貞治元年12月17日（1363年1月10日）の記録によると地元の阿佐ヶ谷氏は熊野権現の檀那であり、大宮八幡宮の住僧は先達だったと推定される。
天正19年（1591年）に徳川家康から社領30石を寄進された。また、結城秀康の側室清涼院により、社殿が造営された。このとき、従前当宮は南向きであったのを、江戸城守護という理由から、東向きに変更されたという。
江戸時代の敷地は境内を除いて60,000坪におよび、境内末社7社の他、2町離れた堀之内に別当寺の大宮寺があった。非公開の社宝として、江戸幕府への謀反を企てた由井正雪自筆であると江戸幕府第8代将軍徳川吉宗が断じたと伝わる絵馬があり、岡本綺堂『半七捕物帳』の一編「正雪の絵馬」の題材となった。
明治維新後、明治4年（1871年）の太政官布告によって社寺領の上知令が布告され、当宮は境内地を除く35,000坪が政府に収用された。
1952年（昭和27年）、それまでの「大宮八幡神社」を改めて「大宮八幡宮」の古称に復した。1963年（昭和38年）から42年にかけ、鎮座900年記念事業として、本殿や結婚式場、幼稚園舎の改築工事が実施された。この際、建築費用の捻出のため、神社所有の山林の一部を東京都に売却した。
社格は、明治5年（1872年）の近代社格制度発足時に郷社とされ、東京都が東京府であった1943年（昭和18年）に府社に昇格。1966年（昭和41年）には別表神社に指定されている。

## 祭礼・行事
- 毎月1日 - 朔旦祭
- 毎月15日 - 月次祭
- 1月1日 - 歳旦祭
- 1月3日 - 元始祭
- 1月15日 - 古神札焼納祭（どんど焼き）
- 2月3日 - 節分祭
- 2月11日 - 紀元祭
- 2月23日 - 天長祭・皇居遥拝[11]
- 4月上旬 - 桜まつり
- 4月29日 - 昭和祭
- 5月3日-5日 - わかば祭り（春の大祭）
  - 5月5日 - 当日祭（尚武祭）
- 7月7日 - 技芸上達祈願祭
- 8月15日 - 戦歿者慰霊祭
- 9月第3月曜日（敬老の日）の前の土・日曜日 - 大宮八幡祭り（秋の大祭）
  - 露店の出店は土・日曜日のみ。平成13年（2001年）の祝日法改正以前は9月14日・15日であった。
- 10月17日 - 神嘗祭
- 11月3日 - 明治祭
- 11月15日 - 七五三祝祭
- 11月23日 - 新嘗祭
- 12月第2土曜日 - 杉並花笠祭
- 12月31日 - 大祓・除夜祭

## 境内・参道
現在の大宮八幡宮境内の総面積は、約1万4000坪と、東京23区内にある神社の中で、明治神宮（約21万1750坪）、靖国神社（約2万8000坪）に次いで、3番目に大きい。弓道場「振武殿」や2つの茶室（「神泉亭」「通仙庵」）がある。

### 植物

#### 鞍掛けの松
参道にそびえる大きな鞍掛けの松は、源義家（頼義の子）が後三年の役からの帰途に植えたと伝承される松の二代目で、幹にはしめ縄が巻かれ、根元には「八幡太郎義家公」と書かれたのぼりが立てられている。

#### 大宮八幡社叢
社叢（鎮守の森）は東京都の天然記念物に指定されており、杉並区の多くが市街地化された後も武蔵野の面影を残している。巨木や老木も点在しており、社殿横の菩提樹は樹齢350年を超え、前述の清涼院による手植えと伝わる。神門の両袖にある夫婦銀杏は神木となっている。江戸幕府第3代将軍徳川家光の発願で1000本の山つつじが植えられ、満開時の華やかさから「山照らしつつじ」と呼ばれ、つつじは現在16種6000本に増やされている。このほか黒樫、薬草など豊かな植生が見られる。

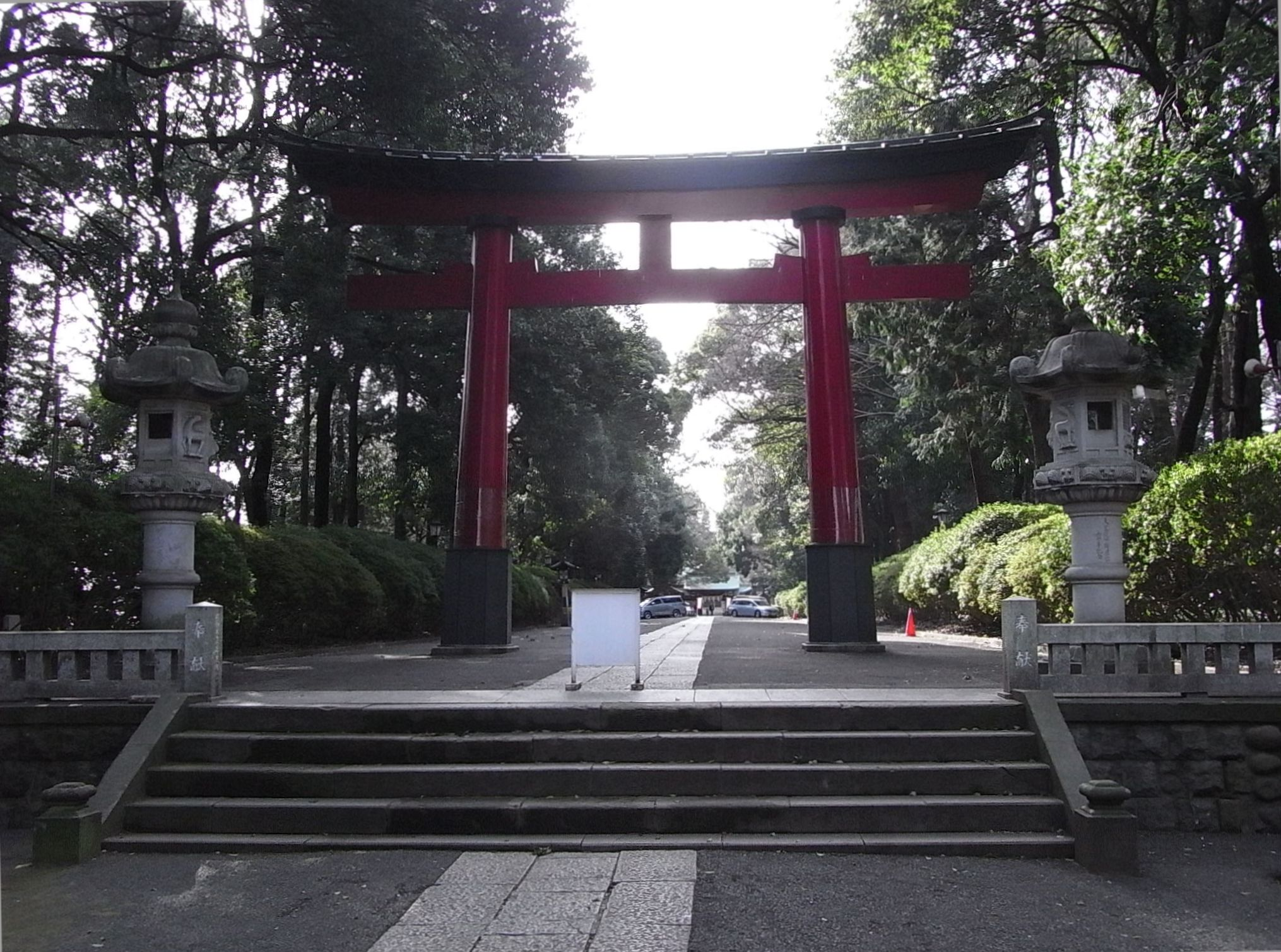
一之鳥居（2009年3月18日撮影）
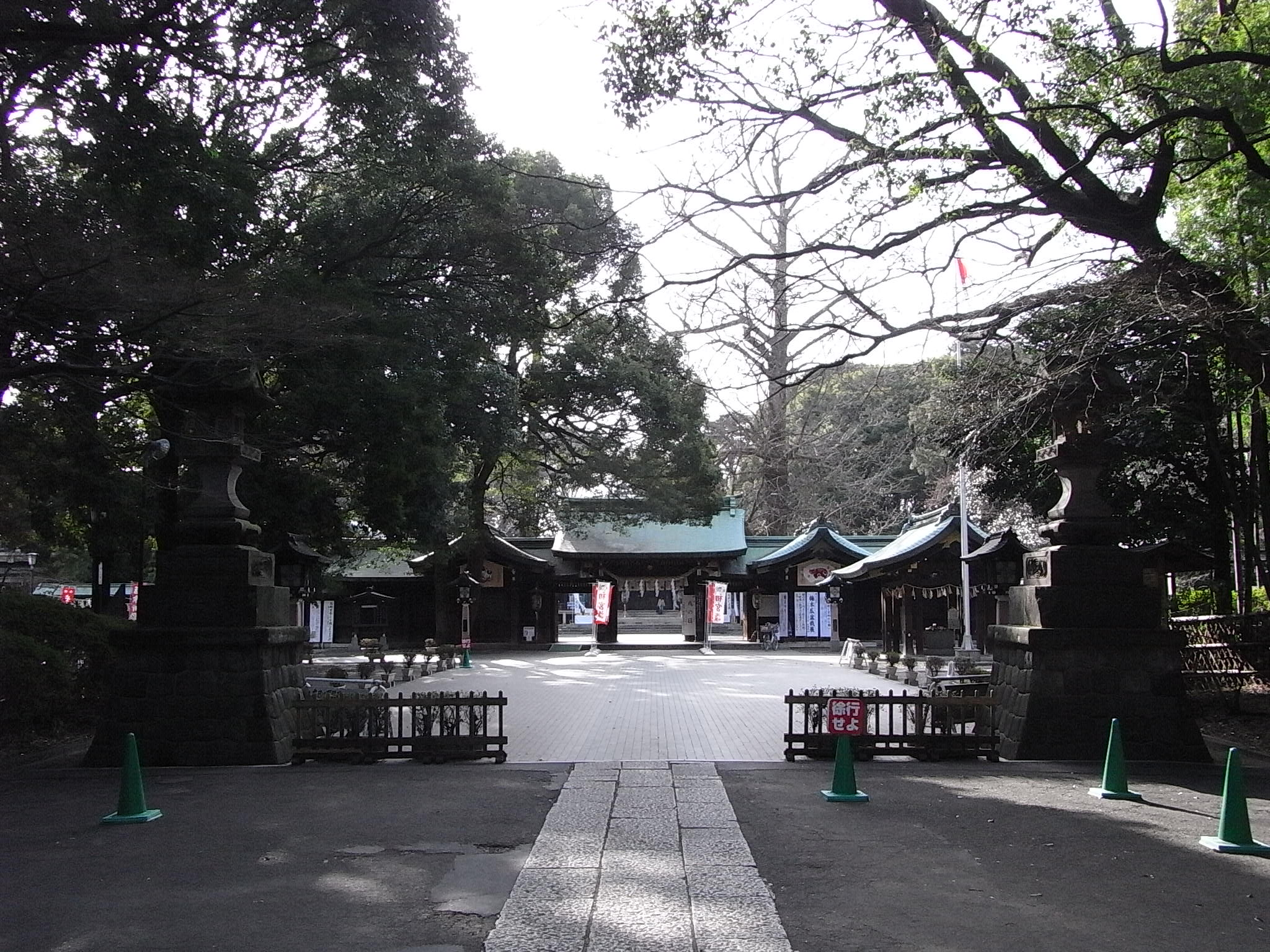
参道から神門を見る（2009年3月18日撮影）
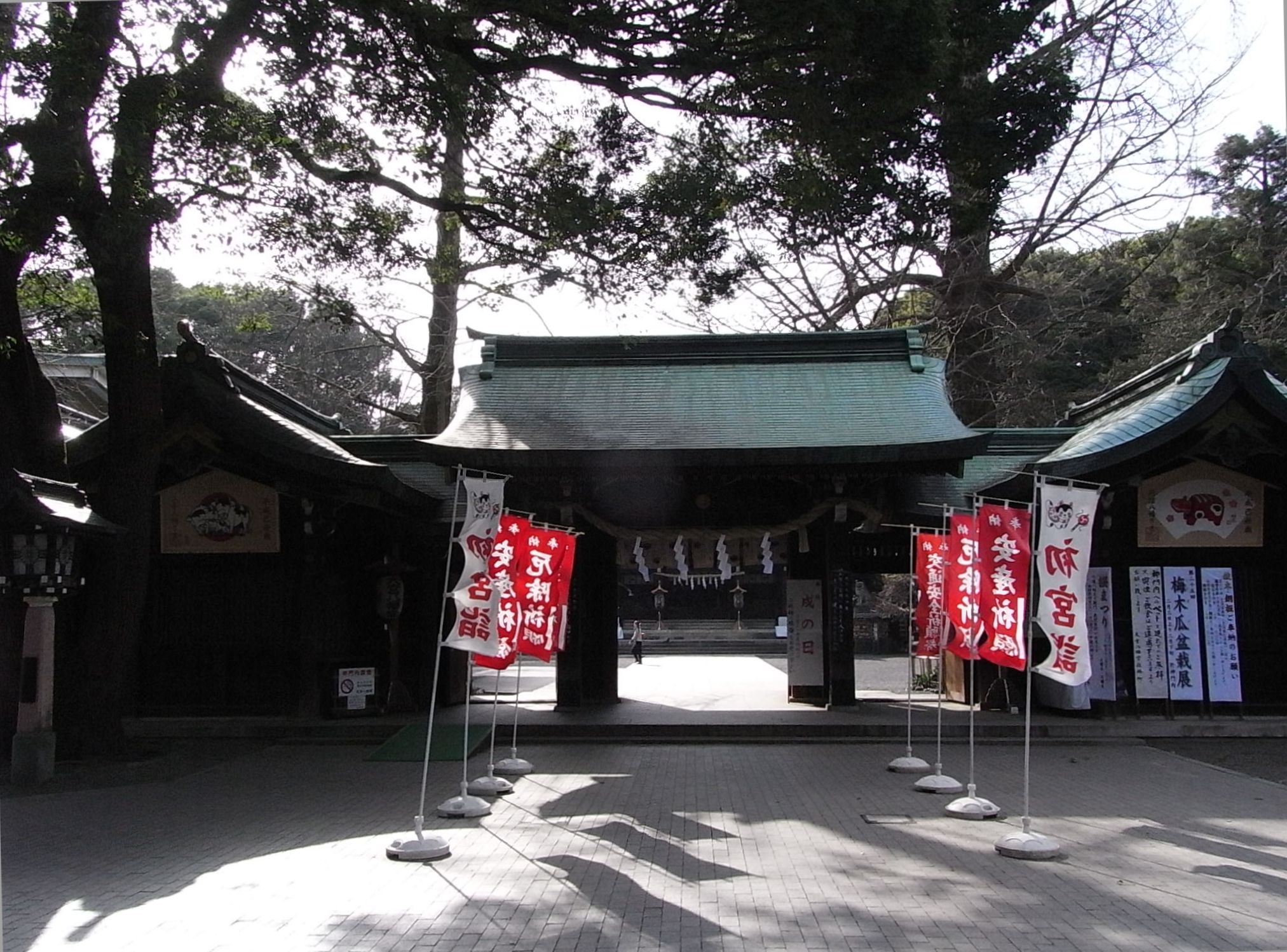
神門（2009年3月18日撮影）
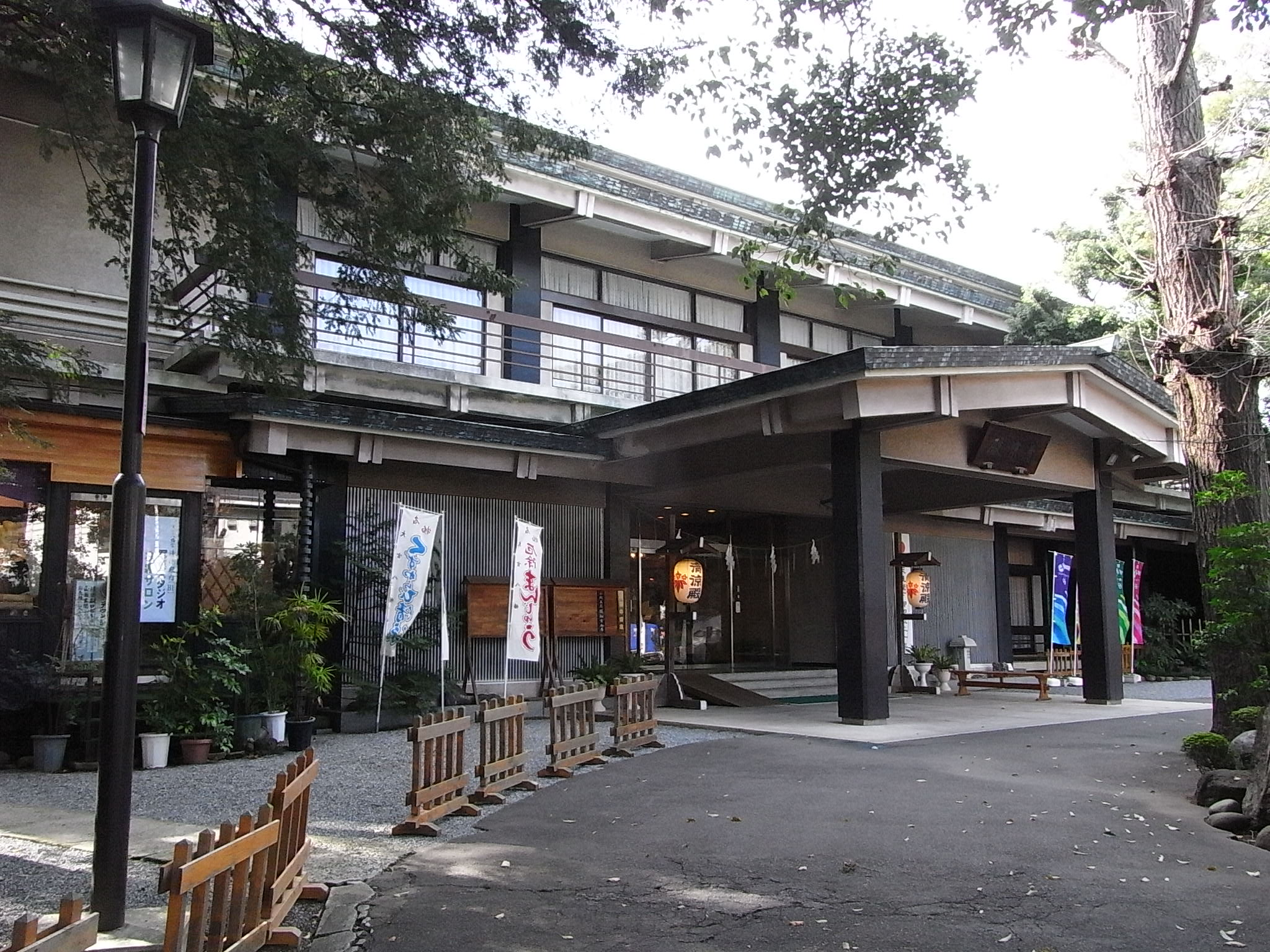
清涼殿（結婚式場）（2009年3月18日撮影）
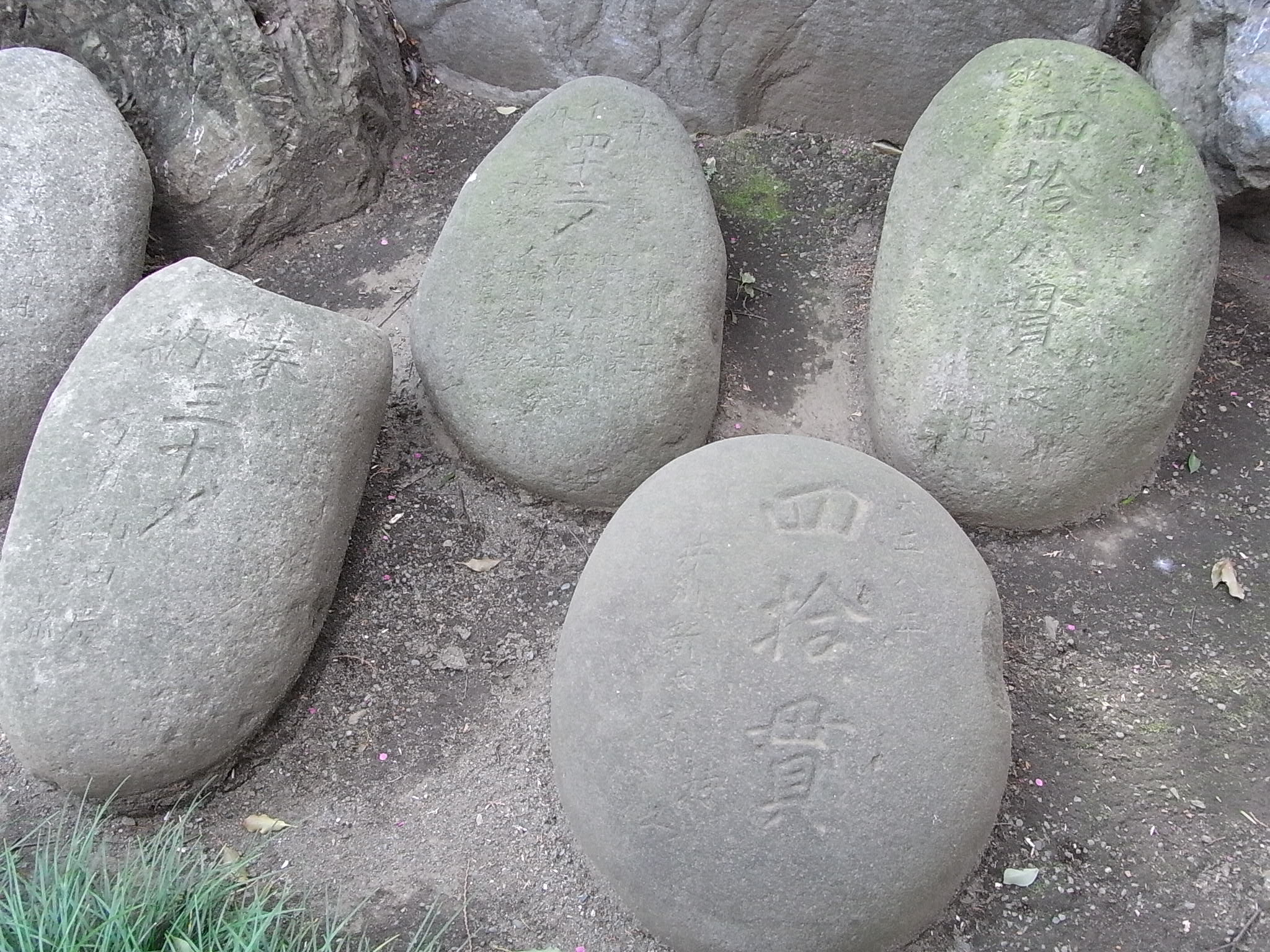
力石（2009年3月18日撮影）

## 大宮幼稚園
当宮を設立母体として設立された幼稚園。昭和25年（1950年）、境内の額殿を利用して、入園児25名から発足。その後、昭和38年に現位置に園舎が新築された。

## 交通
京王井の頭線西永福駅から徒歩7分程度で、隣の永福町駅からも徒歩圏内である。路線バスは、新宿駅西口または中野駅南口より京王バス 永福町行で「大宮町」下車すぐ。高円寺駅南口より京王バスまたは関東バスの永福町行で「大宮八幡前」下車すぐ。

## 周辺
- 和田堀公園
- 高千穂大学